# Ludwig Fredholm
Ludvig Oscar Fredholm (Estocolmo, 17 de setembro de 1830 — Estocolmo, 17 de dezembro de 1891) foi um empresário sueco.
Filho do armador Per Adolf Fredholm e da inglesa Mary Bairnes Burgman, estudou em Rostock e trabalhou como contador durante vários anos no estaleiro familiar e frota de navios a vela. Em 2 de maio de 1861 em Arboga com a filha de um rico comerciante, Catharina Paulina Stenberg, com quem teve os filhos Erik Ivar Fredholm (1866-1927) e John Oscar Fredholm (1875-1926). Depois que o estaleiro foi vendido em 1863, trabalhou no banco comercial de Estocolmo Guillemot & Weylandt, que foi vítimado pela crise financeira de 1878.
Em 1880 viajou para Londres, onde conheceu o sistema elétrico de iluminação das estradas, e começou então a interessar-se por eletricidade. Por ocasião do casamento de Gustavo V da Suécia em 16 de setembro de 1881 demonstrou na Suécia a primeira iluminação de estradas com 16 lâmpadas a arco voltaico do sistema de Brush, operado por uma máquina a vapor. Um pouco mais tarde utilizou para a iluminação de estradas lâmpadas incandescentes Swan. Contratou o engenheiro civil Georg (Göran) Wenström eingestellt. No ano novo de 1882 na feira de Örebro fizeram nova demonstração, quando encontraram o irmão de Georg, Jonas Wenström, que tinha construído um gerador de corrente contínua, pelo qual obteve uma patente em 1882. Como este gerador mostrou ser melhor que aquele que Fredholm tinha importado da Inglaterra, Fredholm comprou a patente em 1882 e fundou em 17 de janeiro de 1883 em Estocolmo a firma Elektriska Aktiebolaget (Elektrik AB), com Jonas como assessor técnico. A produção, com Göran como engenheiro chefe, foi deslocada para Arboga, enquanto Jonas continuou seu trabalho de construtor em Örebro, onde conseguiu consideráveis melhoramentos em seu dínamo. Em 1890 a firma foi fundida com a firma de Göran Wenströms originando a ASEA, na qual seu filho John foi mais tarde diretor executivo. Até morrer em 1891 o número de funcionários cresceu de 7 para 69 e a entrega de máquinas de 16 a 65.